# Communauté résidentielle (Chine)
En République populaire de Chine, une communauté ( chinois simplifié : 社区 ; chinois traditionnel : 社區 ; pinyin : shèqū),, également appelé unité résidentielle ou quartier résidentiel ( chinois simplifié : 社区 ; chinois traditionnel : 社區 ; pinyin : shèqū) ou quartier (chinois simplifié : 居民区 ; chinois traditionnel : 居民區 ; pinyin : jūmínqū) ou communauté résidentielle (chinois simplifié : 居住区 ; chinois traditionnel : 居住區 ; pinyin : jūzhùqū), est une zone résidentielle urbaine et ses habitants sont administrés par un sous-district (chinois simplifié : 街道办事处 ; chinois traditionnel : 街道辦事處 ; pinyin : jiēdàobànshìchù). Les communautés sont généralement organisées autour d'un territoire sur lequel on trouve entre 100 et 700 foyers.

## Histoire
La réforme qui a créé les communautés résidentielles en tant que gouvernement local dans leur forme actuelle s’appelle shèqū ( chinois : 社区 ). À l’origine, ces organisations étaient composées de citoyens volontaires et de chefs, ces derniers étant choisis par le gouvernement central. Cette réforme était une tentative de restructuration des relations entre l'État et la communauté urbaine en Chine.
On attribue à l'anthropologue social Fei Xiaotong l'introduction du concept des shequ en Chine. Les shequ commencent a apparaitre à la suite du déclin des danwei, qui étaient la cellule de base de la société chinoise depuis Mao, au milieu des années 1990. Le but des shequ est de soulager l'État de certains devoirs et responsabilités en les transférant aux citoyens participant aux shequ. Ils assument des responsabilités qui, dans les États démocratiques, sont assumées par des organisations de la communauté civile.

## Gouvernement local
On trouve dans chaque communauté un comité communautaire, un comité de quartier ou un comité de résidents (chinois simplifié : 社区居民委员会 ; chinois traditionnel : 社區居民委員會 ; pinyin : shèqūjūmínwěiyuánhuì). La création, l'aménagement ou la dissolution d'un comité communautaire est décidée par le gouvernement du sous-district.
Un comité communautaire est élu directement par l'assemblée des résidents, qui se compose de tous les résidents de la communauté âgés de 18 ans ou plus . Il se compose de 5 à 9 membres et est responsable devant cette assemblée.

## Voir également
- Divisions administratives de la Chine